# Cristallite

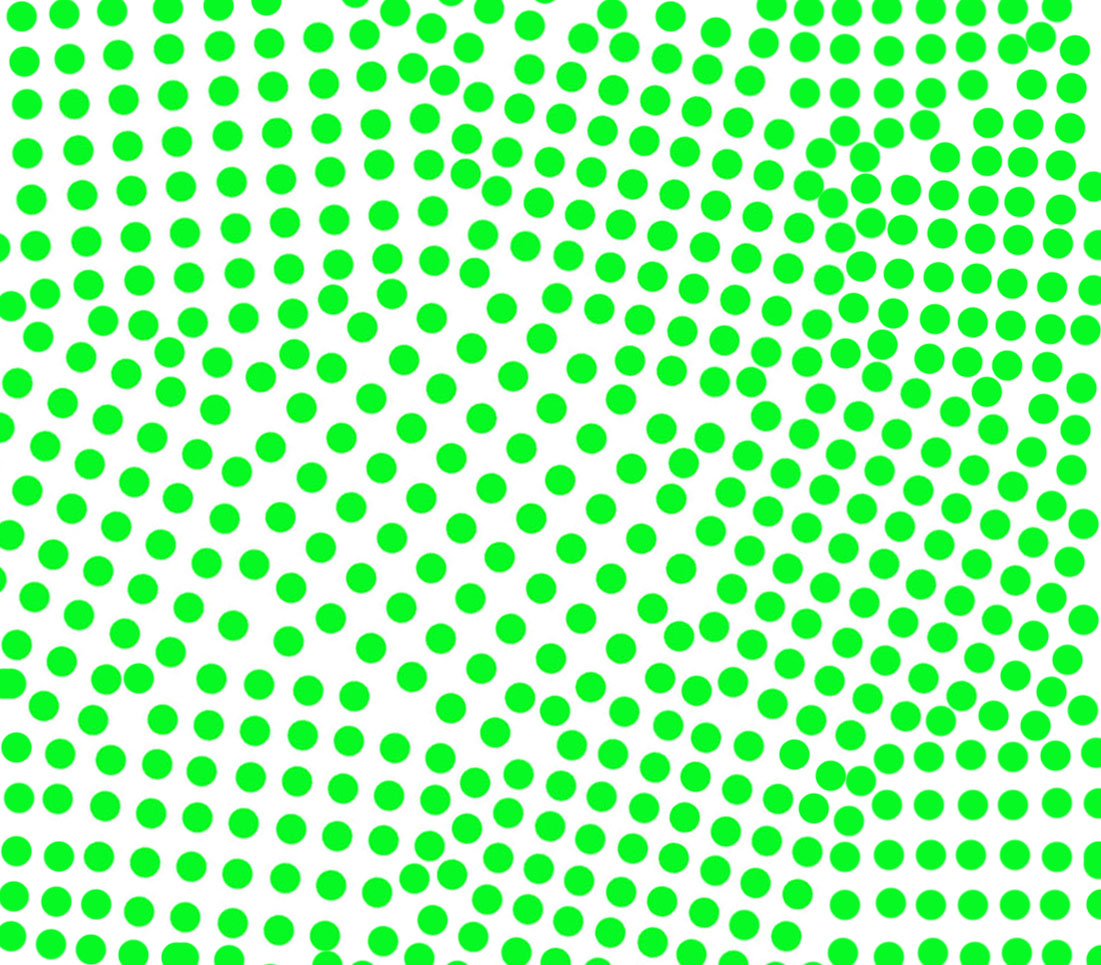
Représentation schématique d'un ensemble de cristallites

Un (ou une) cristallite (crystallite en anglais) est un domaine de matière ayant la même structure qu'un monocristal.
La matière cristalline est rarement présente à l'état de monocristal, à quelques exceptions près (pierres précieuses, silicium pour l'industrie électronique, alliages pour les aubes de turbine des moteurs d'avions militaires). La plupart du temps, elle est polycristalline, c'est-à-dire composée de monocristaux (les cristallites) attachés les uns aux autres par des régions désordonnées. La taille d'une cristallite peut varier de quelques nanomètres à plusieurs millimètres.
Certains polymères semi-cristallins peuvent, après refroidissement, présenter ce type d'organisation cristalline.

## Cristallite et grain
En métallurgie, on parle souvent de « grains » à la place de cristallite ; ainsi, la frontière entre deux cristallites est un « joint de grain » ; la rupture est qualifiée de « rupture intergranulaire » si la fracture se propage le long des joints de grain ou « transgranulaire » si elle passe au travers d'un cristallite.
Il y a une ambiguïté avec les grains d'une poudre : un grain de poudre peut être constitué de plusieurs cristallites. Ainsi, la « taille de grain » (de poudre) trouvée par granulométrie laser peut être différente de la « taille de grain » (en fait : taille de cristallites) déterminée par diffraction de rayons X (par exemple méthode de Scherrer) ou par analyse d'image de microscopie optique (lumière polarisée) ou microscopie électronique à balayage (électrons rétrodiffusés).
L'utilisation du terme « cristallite » permet d'éviter les ambiguïtés dans les cas décrits ci-dessus. On ne parle cependant pas de « joint de cristallite » mais bien de « joint de grains » (grain boundary en anglais).